# Borod, Bihor
Borod (în maghiară Nagybáród) este satul de reședință al comunei cu același nume din județul Bihor, Crișana, România.

## Personalități
- Gabriel Țepelea (1916-2012), scriitor, om politic, academician.
- Octavian Borod, guru al modei masculine din Timișoara.